# Sphaerodactylus elegans
Sphaerodactylus elegans is een hagedis die behoort tot de gekko's en de familie Sphaerodactylidae.

## Naam en indeling
De wetenschappelijke naam van de soort werd voor het eerst voorgesteld door William Sharp Macleay in 1834. Oorspronkelijk werd de naam Sphariodactylus elegans gebruikt.
De soortaanduiding elegans betekent vrij vertaald 'sierlijk'.

### Ondersoorten
De soort wordt verdeeld in twee ondersoorten die onderstaand zijn weergegeven, met de auteur en het verspreidingsgebied.
| Naam                                   | Auteur                 | Verspreidingsgebied                 |
| -------------------------------------- | ---------------------- | ----------------------------------- |
| Sphaerodactylus elegans elegans        | Macleay, 1834          | De rest van het verspreidingsgebied |
| Sphaerodactylus elegans punctatissimus | Duméril & Bibron, 1836 | Île de la Gonâve, Grande Cayemite   |

## Uiterlijke kenmerken
De kleur is donkergrijs tot zwart, met zeer kleine lichte vlekjes op de poten, rug en staart, maar 's nachts verandert de kleur naar zeer lichtbruin tot bruinwit en vallen de vlekjes nauwelijks meer op. De vlekjes bij de kop zijn meestal streepachtig en de buik is witgrijs. Juvenielen zijn grasgroen met donkere tot zwarte dwarsbanden op de rug en zijn makkelijk te herkennen aan de knaloranje staart. De staart is vrij kort en met name bij de staartbasis erg plat, en dient voor de vetopslag. De hechtlamellen of lamellae zijn erg klein en rond en de nek is relatief lang, de snuit is spitser dan bij andere soorten. De lichaamslengte is maximaal 7 centimeter.

## Levenswijze
Sphaerodactylus elegans wordt meestal aangetroffen in bomen, muren, steenhopen en ook wel in tuinen en bij huizen in de buurt. In tegenstelling tot de meeste gekko's leeft deze soort voornamelijk op de bodem, maar kan als het moet wel klimmen. Dat doet de gekko alleen bij verstoring of gevaar en jaagt vaak in de strooisellaag van bossen en heidegebieden op kleine insecten en andere geleedpotigen. Opmerkelijk is dat deze soort zowel dag- als nachtactief lijkt te zijn. Sphaerodactylus elegans is op Cuba in aantal en verspreidingsgebied achteruitgegaan sinds de introductie van de huisgekko (Hemidactylus mabouia), omdat deze onder andere hagedissen eet en veel groter wordt.
Een legsel bestaat meestal uit een enkel ei, dat wordt afgezet in een gezamenlijke nestplaats achter boomschors, tussen dode bladeren of in een rotsspleet.

## Verspreiding en habitat
De gekko komt voor in delen van de Caraïben en leeft in de landen Cuba en Haïti. In de Verenigde Staten is de hagedis geïntroduceerd in de staat Florida. De habitat bestaat uit droge tropische en subtropische bossen, tropische en subtropische laaglandbossen en tropische en subtropische mangroven. Ook in door de mens aangepaste streken zoals landelijke tuinen, stedelijke gebieden kan de hagedis worden gevonden. De soort is aangetroffen van zeeniveau tot op een hoogte van ongeveer 1600 meter boven zeeniveau.

## Beschermingsstatus
Door de internationale natuurbeschermingsorganisatie IUCN is de beschermingsstatus 'veilig' toegewezen (Least Concern of LC).